# Hello, Goodbye (東京女子流の曲)
「Hello, Goodbye」（ハロー・グッバイ）は、東京女子流の28枚目のシングル。2021年2月10日にavex traxから発売された。

## 概要
前作「Tokyo Girls Journey (EP)」から9ヶ月ぶりの2021年第1弾シングル。
2020年11月28日に渋谷公会堂で実施したデビュー10周年記念ライブ『東京女子流 10th Anniversary Live～*キミニヲクル*～』のライブ映像および表題曲のミュージックビデオを収録したDVDと音楽CDのセット商品（AVCD-94979/B）、DVDと同内容のBlu-rayと音楽CDのセット商品（AVCD-94980/B）、音楽CDのみの商品（AVCD-94981）の3形態がある他、ネットサイン会限定のミュージックカードが全4種類ある。

## 収録内容
CD
1. 「Hello, Goodbye」（=TGS78） – 3:56
作詞：深川琴美、Emyli / 作曲：Erde、Emyli
2. 「ワ.ガ.マ.マ.」（=TGS79） – 3:31
作詞・作曲：Chocoholic
3. 「Hello, Goodbye (Instrumental)」 – 3:56
4. 「ワ.ガ.マ.マ. (Instrumental)」 – 3:30

DVD・Blu-ray
- 「エイベのアイドルコンサート (夜公演) 東京女子流 10th Anniversary Live～*キミニヲクル*～」
※メンバー副音声付き
- 「Hello, Goodbye -Music Video-」
- 「Hello, Goodbye -Dance Practice-」
- 「Hello, Goodbye -Making Video-」